# 1621
1621 (MDCXXI) je bilo navadno leto, ki se je po gregorijanskem koledarju začelo na petek, po 10 dni počasnejšem julijanskem koledarju pa na ponedeljek.

## Dogodki
- 9. februar - Papež Gregor XV. nasledi Papeža Pavla V. kot 234. papež

## Rojstva
- 30. januar - Jurij II. Rákóczi, ogrski plemič († 1660)
- 6. julij - Jean de La Fontaine, francoski pisatelj († 1695)

## Smrti
- 28. januar - Pavel VI., papež (* 1552)
- 2. julij - Thomas Harriot, angleški matematik, astronom  (* 1560)
- 17. september - Sveti Robert Francis Romulus Bellarmine, italijanski jezuit, kardinal, teolog in cerkveni učitelj (* 1542)
- 24. september - Jan Karol Chodkiewicz, poljsko-litovski vojskovodja (* okoli 1561)